# 2004年の文学
2004年の文学（2004ねんのぶんがく）は、2004年（平成16年）の文学についてまとめた記事である。

## できごと
- 1月15日 - 第130回芥川賞の選考委員会が開かれる。金原ひとみ（20歳）の『蛇にピアス』と綿矢りさ（19歳）の『蹴りたい背中』が受賞。共に史上最年少受賞を記録した。
- 2月5日 - 『バカの壁』（養老孟司著、新潮新書）が300万部を突破。19日には311万部に達し、それまでの新書発行部数1位の『冠婚葬祭入門』（塩月弥栄子著、光文社カッパホームズ）の308万部を上回る。
- 4月15日 - 第1回本屋大賞が発表される。小川洋子の『博士の愛した数式』が受賞[1]。
- 11月17日 - 『いま、会いにゆきます』（市川拓司著、小学館）が100万部を突破。10月の映画公開が引き金となった。

## 賞

### 芥川賞・直木賞
第130回（2003年下半期）
- 芥川賞 - 金原ひとみ『蛇にピアス』、綿矢りさ『蹴りたい背中』
- 直木賞 - 江國香織『号泣する準備はできていた』、京極夏彦『後巷説百物語』

第131回（2004年上半期）
- 芥川賞 - モブ・ノリオ『介護入門』
- 直木賞 - 奥田英朗『空中ブランコ』、熊谷達也『邂逅の森』

### その他の賞
小説
- 谷崎潤一郎賞（第40回） - 堀江敏幸『雪沼とその周辺』
- 泉鏡花文学賞（第32回） - 小川洋子『ブラフマンの埋葬』
- 群像新人文学賞（第47回） - 該当作なし
- 野間文芸賞（第57回） - 辻井喬『父の肖像』
- 野間文芸新人賞（第26回） - 中村航『ぐるぐるまわるすべり台』、中村文則『遮光』
- 日本推理作家協会賞（第57回） - 垣根涼介『ワイルド・ソウル』、歌野晶午『葉桜の季節に君を想うということ』（長編および連作短編集部門）、伊坂幸太郎『死神の精度』（短編部門）
- 江戸川乱歩賞（第50回） - 神山裕右『カタコンベ』
- 吉川英治文学賞（第38回） - 北方謙三『楊家将』
- 吉川英治文学新人賞（第25回） - 伊坂幸太郎『アヒルと鴨のコインロッカー』、垣根涼介『ワイルド・ソウル』
- 三島由紀夫賞（第17回） - 矢作俊彦『ららら科學の子』
- 山本周五郎賞（第17回） - 熊谷達也『邂逅の森』
- 柴田錬三郎賞（第17回） - 大沢在昌『パンドラ・アイランド』、桐野夏生『残虐記』
- 伊藤整文学賞（第15回） - 阿部和重『シンセミア』（小説部門）
- 本屋大賞（第1回） - 小川洋子『博士の愛した数式』

児童文学
- 野間児童文芸賞（第42回） - 上橋菜穂子『狐笛のかなた』
- 赤い鳥文学賞（第34回） - 長谷川摂子『人形の旅立ち』

詩
- H氏賞（第54回） - 松岡政則『金田君の宝物』

戯曲
- 岸田國士戯曲賞（第48回） - 倉持裕『ワンマン・ショー』

評論、ノンフィクション
- 日本推理作家協会賞（第57回） - 千街晶之『水面の星座 水底の宝石』、多田茂治『夢野久作読本』（評論その他部門）
- 大宅壮一ノンフィクション賞（第35回） - 渡辺一史『こんな夜更けにバナナかよ』
- 伊藤整文学賞（第15回） - 川村湊『補陀落』（評論部門）

## 2004年の本

### 小説
- 浅田次郎 『輪違屋糸里』（文藝春秋）
- 絲山秋子 『袋小路の男』（講談社）
- 江國香織 『間宮兄弟』（小学館）
- 小川洋子 『ブラフマンの埋葬』（講談社）
- 奥田英朗 『空中ブランコ』（文藝春秋）
- 恩田陸 『夜のピクニック』（新潮社）
- 角田光代 『対岸の彼女』（文藝春秋）
- 岸田るり子 『密室の鎮魂歌』（東京創元社）
- 金原ひとみ 『アッシュベイビー』（集英社）
- 北原亞以子 『夜の明けるまで―深川澪通り木戸番小屋』（講談社）
- 島本理生 『生まれる森』（講談社）
- 谷川流 『涼宮ハルヒの消失』（角川書店）
- 谷川流 『涼宮ハルヒの暴走』（角川書店）
- 馳星周 『長恨歌 不夜城 完結編』（角川書店）
- 宮城谷昌光 『三国志』（文藝春秋）
- 宮部みゆき 『ICO 霧の城』（講談社）
- 村上春樹 『アフターダーク』（講談社）
- 村山由佳 『天使の梯子』（集英社）
- 山崎ナオコーラ 『人のセックスを笑うな』（河出書房新社）
- よしもとばなな 『High and dry（はつ恋）』（文藝春秋）
- 寮美千子 『楽園の鳥』（講談社）
- 渡辺淳一 『幻覚』（中央公論新社）
- ダン・ブラウン 『ダ・ヴィンチ・コード』

### その他
- 魚住昭 『野中広務 差別と権力』（講談社）
- 大森望・豊﨑由美 『文学賞メッタ斬り!』（PARCO出版）
- 柴田元幸ほか 『ナイン・インタビューズ 柴田元幸と9人の作家たち』（アルク）
- 富岡多恵子 『西鶴の感情』（講談社）
- 丸谷才一 『ゴシップ的日本語論』（文藝春秋）
- 三砂ちづる 『オニババ化する女たち』（光文社）
- 村上春樹・吉本由美・都築響一 『東京するめクラブ 地球のはぐれ方』（文藝春秋）

## 物故

### 1月 - 3月
- 1月4日 - ジョン・トーランド、米国のノンフィクション作家。91歳没。
- 2月27日 - 伴野朗、愛媛県出身の小説家。江戸川乱歩賞受賞。67歳没。
- 2月28日 - ダニエル・J・ブーアスティン、米国の学者・著述家。『幻影の時代』（1962年）の著者。89歳没。
- 2月29日 - 窪田精、山梨県出身の小説家。日本民主主義文学同盟の第3代議長をつとめた。82歳没。
- 3月27日 - ロベール・メルル、アルジェリア生まれのフランスの小説家。95歳没。

### 4月 - 6月
- 4月11日 - 鷺沢萠、日本の小説家。『駆ける少年』などの作品で若手女性作家として活躍。35歳没。
- 5月1日 - 戸川幸夫、日本の児童文学作家。92歳没。
- 6月22日 - マティ・ステパネク、米国の詩人。筋ジストロフィーにより早世した。13歳没。
- 6月28日 - 野沢尚、愛知県出身の脚本家・推理作家。『破線のマリス』で江戸川乱歩賞。44歳没。

### 7月 - 9月
- 7月15日 - 吉田直、日本の小説家。「トリニティ・ブラッド」シリーズの作品で人気を集めた。34歳。
- 7月16日 - 中野孝次、日本の小説家、評論家。ベストセラーとなった『清貧の思想』などで知られる。79歳。
- 7月26日 - 中島らも、日本の小説家、エッセイスト。ギャグからホラーまで幅広いジャンルの作品がある。52歳。
- 8月29日 - 種村季弘、日本のドイツ文学者、評論家。広範な知識をもとにした評論のほか、神秘学思想研究でも知られる。71歳。
- 9月3日 - 島田ばく、日本の児童文学作家。作品に『なぎさの天使』『父の音』など。80歳。
- 9月8日 - 水上勉、福井県出身の小説家。『雁の寺』の作品のほか、ベストセラー『飢餓海峡』がある。85歳。
- 9月24日 - フランソワーズ・サガン、フランスの小説家。処女作『悲しみよこんにちは』は世界的ベストセラーとなった。69歳。
- 9月27日 - 森村桂、日本の小説家、随筆家。代表作『天国にいちばん近い島』（1966年）。64歳[2]。

### 10月 - 12月
- 10月13日 - 矢野徹、日本の小説家。『カムイの剣』『折紙宇宙船の伝説』などのSF小説がある。81歳没。
- 10月13日 - バーニス・ルーベンス、イギリスの小説家。1970年にブッカー賞を受賞した。76歳没。
- 10月26日 - 原卓也、日本のロシア文学者。東京外国語大学学長も務めた。
- 10月30日 - 南條範夫、日本の小説家。「月影兵庫」シリーズなど、時代小説を書いた。95歳没。
- 11月24日 - アーサー・ヘイリー、イギリスの小説家。1965年発表の『ホテル』はベストセラー。84歳没。
- 12月22日 - 光岡明、日本の小説家。直木賞受賞。72歳没。
- 12月26日 - 石垣りん、日本の詩人。84歳没。
- 12月26日 - 松田解子、日本の小説家。『おりん口伝』で第1回多喜二・百合子賞。99歳没。
- 12月28日 - スーザン・ソンタグ、米国の著作家。71歳没。